# Breviks landskommun
Breviks landskommun var en tidigare kommun i Skaraborgs län.

## Administrativ historik
Kommunen inrättades i Breviks socken i Kåkinds härad i Västergötland när 1862 års kommunalförordningar trädde i kraft den 1 januari 1863.
Vid kommunreformen 1952 uppgick området i Mölltorps landskommun som upplöstes 1971 då denna del uppgick i Karlsborgs kommun. 

## Politik

### Mandatfördelning i Breviks landskommun 1938-1946
| 7 | 8 |

| 14 |

| 7 | 8 |

| 15 |

| 6 | 9 |

| 15 |